# 馴馬場廣場 (聖彼得堡)

廣場地圖

59°56′9″N 30°20′25″E / 59.93583°N 30.34028°E
馴馬場廣場（俄语：Манежная площадь，音譯馬涅什廣場）是俄羅斯第二大城市聖彼得堡市中心的一個廣場，呈直角三角形。分別為意大利街（南）、米哈伊洛夫斯基馴馬場（西北，廣場的名字由此而來）、商隊街（東）所包圍。西南角有小花園街向南伸出。
廣場中央有一座1972年重建的花園。